# Autumnalia
- Commons
- Wikispecies

Autumnalia é um género botânico pertencente à família Apiaceae.